# 日本の排他的経済水域

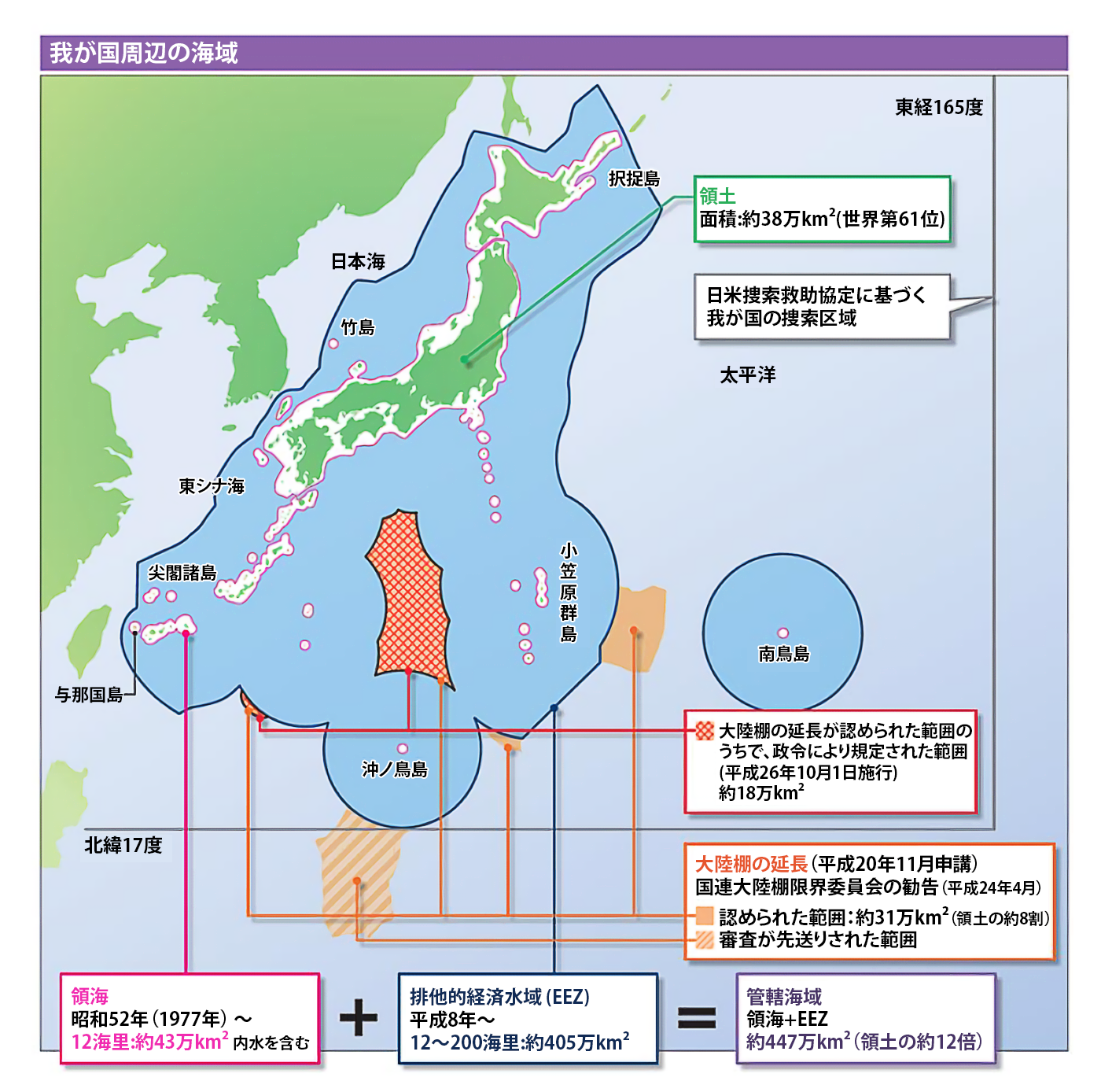
日本の排他的経済水域の地図（2016年）

日本の排他的経済水域（にほんのはいたてきけいざいすいいき）では、海洋法に関する国際連合条約の関連規定に基づいて、日本が保有する排他的経済水域（EEZ）について記述する。

## 背景
18世紀にオランダ人法学者であるCornelius van Bynkershoekは、著書『De dominio maris』（1702年）において、当時の軍艦が備える大砲の砲弾が届く範囲内の海域の支配権は、その沿岸国が保有すると主張した。この着弾距離説は各国で支持され、海岸線から3海里を領海とする考えが確立された。
20世紀に入り、領海の範囲を延長する例や、領海を超えた海域についても領海に準じる権利を主張する国家が現れた。そして1967年の第二次国連海洋法会議では、マルタ共和国の国際連合特命全権大使のパルドーがこれらの主張に対応した提案を行なった。だが、先進遠洋漁業国である日本は「広い公海、狭い領海」が国益に合致する為、反対の姿勢を示していた。
しかし設定しない事で、近隣の大韓民国や朝鮮民主主義人民共和国や中華人民共和国やソビエト社会主義共和国連邦が沖合漁業に進出して、鳥取県・島根県の日本海沖合で漁業操業するようになり、結果的に日本の不利益になる事態を引き起こす結果となった。その為、1982年にジャマイカのモンテゴ・ベイで開催された第3次国際連合海洋法会議において、海洋法に関する国際連合条約（国際連合海洋法条約）が作成され、1994年に発効された。
同条約により、自国の海岸線から200海里範囲内の水産資源、および鉱物資源などの非生物資源の探査と開発に関する権利を取得し、同時に資源の管理や海洋汚染防止の義務を負うことになった。
日本国政府は1983年に同条約に署名し、1996年に国会において批准された。

## 水域

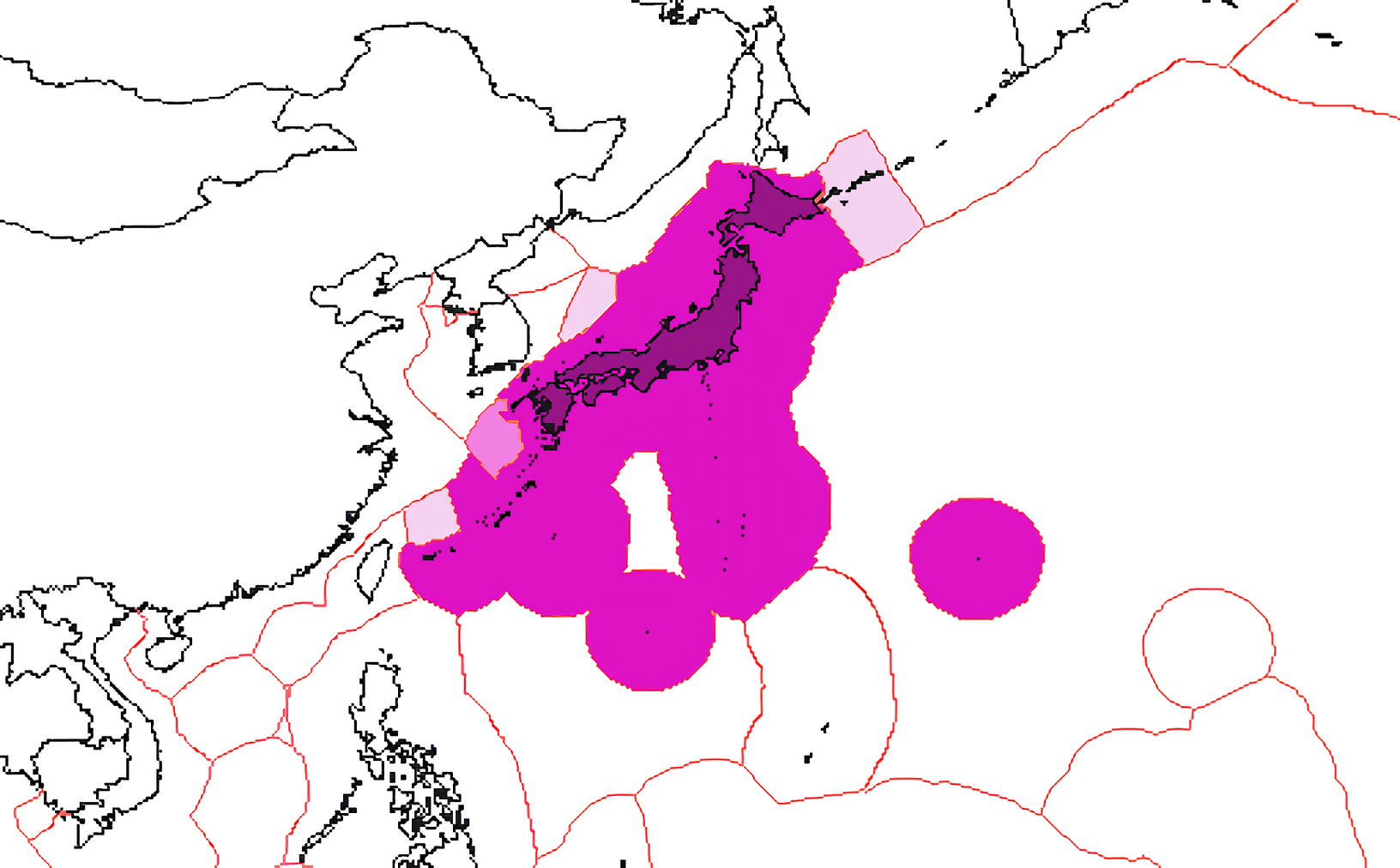
日本の排他的経済水域
日本単独のEEZ
韓国との共同開発区域
周辺国との係争区域

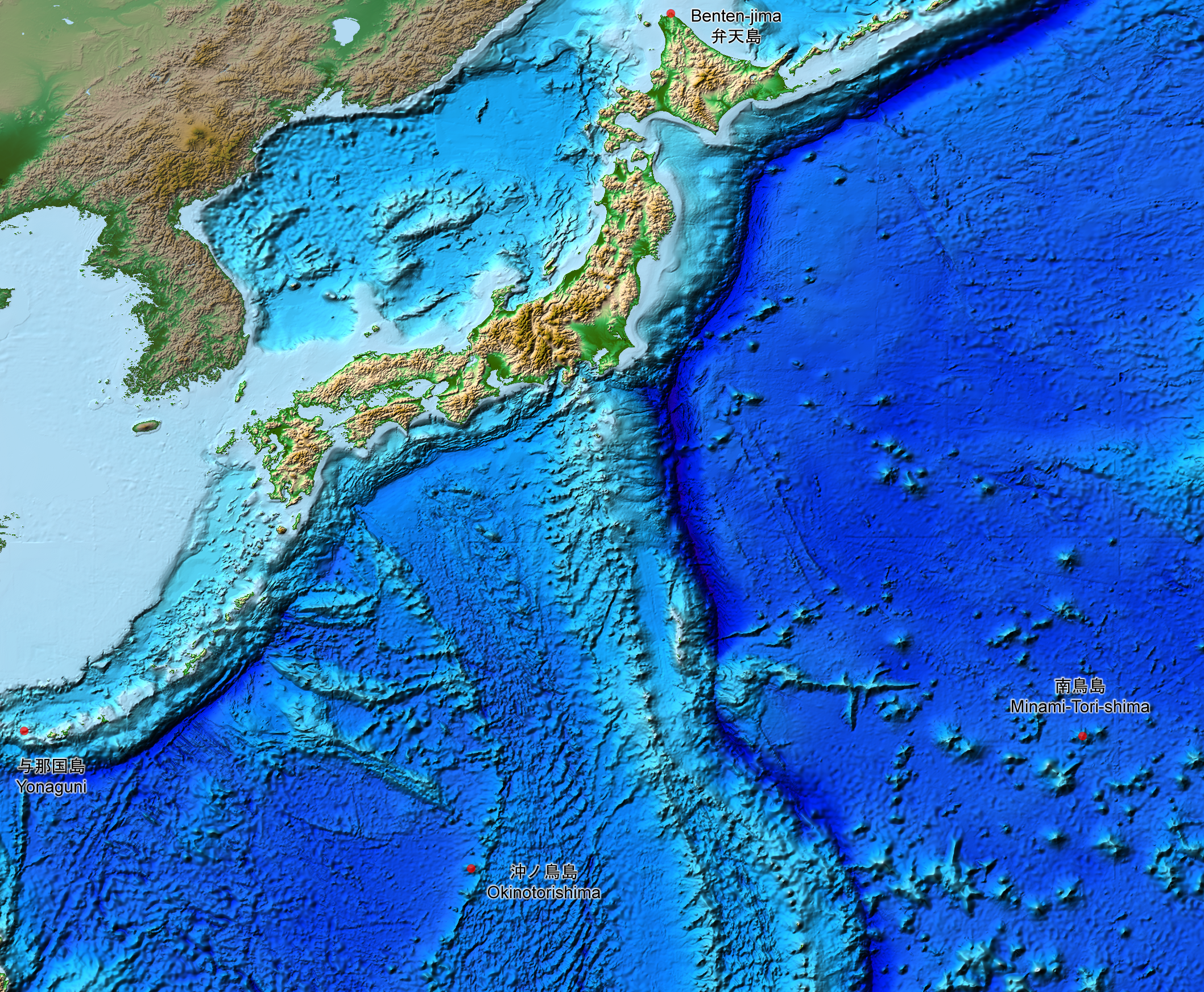
日本近海海底地形図と日本列島

日本の領土面積は約38万km2で、世界第61位に位置するが、領海を含むEEZの総面積は世界6位となる。水域面積は広大で、領海（含：内水面）とEEZを合わせて約447万km2で世界で第8位である。
2012年3月、総理大臣官邸の総合海洋政策本部において、日本の排他的経済水域の外縁を根拠づける離島39島の、地図および海図に記載される名称が決定された。

### 地理
| 範囲           | [km²]     | [mi²]     | ノート           |
| -------------- | --------- | --------- | ---------------- |
| 南鳥島         | 428,875   | 165,590   |                  |
| 南方諸島       | 862,782   | 333,122   |                  |
| 太平洋（日本） | 1,162,334 | 448,780   |                  |
| 琉球諸島       | 1,394,676 | 538,487   |                  |
| 日本海         | 630,721   | 243,523   |                  |
| 大東諸島       | 44        | 17        |                  |
| 尖閣諸島       | 7         | 2.7       |                  |
| オホーツク海   | 235       | 91        |                  |
| 合計           | 4,479,674 | 1,729,612 | 国連CLCS含まれる |

### 係争水域

#### 北方領土周辺
北海道の東北、千島列島南部に位置する北方領土は日露和親条約により日本の領土に編入されたが、第二次世界大戦時にソビエト連邦がヤルタ会談の密約に基づき、日ソ中立条約を一方的に破棄し、これらの島々を占領したためロシアにより実効支配がなされており、日本側は領有権を主張している。北方領土を構成する歯舞諸島、色丹島、国後島、択捉島周辺のEEZは北方領土同様にロシアにより管理されている。日本およびロシア政府は1998年に領土問題とは別に日本漁船の安全操業枠組み協定に調印し、北方領土周辺における漁獲量を毎年交渉で決定している。海域においてはスケトウダラやホッケ、タコなどについて毎年2000トン程度の漁獲量が設定され、北海道の漁業団体からその見返りとして約2000万円の協力金および約2000万円相当の機材がロシア側に供与されている。

#### 竹島周辺
韓国鬱陵島の東方、日本の隠岐諸島の北方に位置する島根県竹島は1905年に国際法にのっとり、日本の領土として島根県に編入されたが、韓国が一方的に主張する日韓国境線（通称:李承晩ライン）に基づき1952年に韓国軍により占領され、現在も同国に実効支配がなされ警備隊が常駐している。1998年に締結された漁業に関する日本国と大韓民国との間の協定（日韓漁業協定の新協定）では竹島の領有権問題は棚上げされ、竹島を除く両国領土の基点が重複するEEZを共同規制水域として双方が利用することが定められた。

#### 九州西方
韓国は自国の領土から延伸している大陸棚について大陸棚自然延長論に基づき排他的な権利を主張しており、1972年に日韓中間線を超えて南側の東シナ海の大陸棚及び沖縄舟状海盆の一部に鉱区を設定した。1974年に署名された日韓大陸棚協定では、日韓中間線から沖縄トラフに至る九州西方の海域について共同開発区域を設定した。この協定については、韓国側の主張に対して大幅に譲歩しており国益を損ねるとして国会で議論となり、批准に必要な国内法案の廃案もしくは継続審議が繰り返された末、1978年に同法案が成立、協定も批准、発効された。協定期間は発効から50年であるが日本政府は実際の共同開発について消極的であり、天然ガス、石油資源の探査自体も進んでいない。協定締結時点では大陸棚自然延長論が国際法的に広く認められていたが、その後EEZが重複する領域については中間線を優先する等距離・中間線原則が主流となっている。

#### 沖縄西方
中国も韓国と同様に大陸棚自然延長論に基づき、日中中間線を東に大きく超えた沖縄諸島西の沖縄トラフまでが自国のEEZに含まれると主張している。これに対して日本政府の主張は、自国の領海基線から200海里までのEEZの権利を有するが、ただし日本と中国との間でEEZの境界線が画定されるまでの間は暫定的に両国の等距離中間線から日本側の水域のみ管轄権を行使するというものである。つまり等距離中間線から外側のEEZについて権利を放棄したわけではなく、暫定的に管轄権の行使（取締り）は行わないと言っているにすぎず、「中間線論」よりも「暫定中間線論」とした方がより正確である。日本が暫定的に中間線を主張しているのは、「衡平な解決」を原則とする国連海洋法条約の関連規定とその後の国際判例に基づいている。
中国は日中中間線以西における天然資源開発を順次進めている。2000年代に入り、日中中間線から数キロメートルの位置にある白樺鉱区（中国名・春暁）における本格開発を開始したことが確認された。日本政府は同地域におけるガス田が中間線にまたがって存在しており日本の権益が侵害されるとして、2005年に中間線から日本側の領域における試掘権を帝国石油に付与した。2008年になり両国政府は同地域における共同開発に合意し、具体的な合意内容は条約交渉を経て確定するとした。中国政府はその後の実務交渉に消極的な姿勢を示す一方で、鉱区の開発を進めているとも報道されている。

#### 尖閣諸島周辺
八重山諸島の北方に位置する沖縄県尖閣諸島は、日本が実効支配をしており、これは多くの国で認められているが、1971年に尖閣諸島地下に石油の存在が指摘されてから、中華人民共和国と中華民国は領有権を主張している。（それ以前は両政府とも尖閣諸島が日本の領土であると認めていた。）1997年に締結された日中漁業協定において、尖閣諸島周辺の水域は暫定措置水域として、両国漁船の活動が認められている。中国は海洋調査船による資源調査を散発的に実施しており、日本国政府はこれら調査船の活動に対して、海洋保安庁による監視と特命全権大使に抗議をおこなっている。また近年、中国海警局による尖閣諸島周辺海域及び日本の領海への不法侵入が日常化しており、日本政府は中国政府に抗議をおこなっている。

#### 沖ノ鳥島周辺
九州・パラオ海嶺に位置する沖ノ鳥島は周辺に他の島嶼が存在しないため、ほぼ円形の広大なEEZが設定されている。中華人民共和国は、沖ノ鳥島が海洋法に関する国際連合条約における島の定義に当てはまらない岩礁に過ぎず、周辺のEEZは無効であるとして、同海域における海洋調査を行っている。日本国政府は、歴史的に沖ノ鳥島が島として扱われてきたことや、同条約において岩の定義が存在しないことを理由に、沖ノ鳥島を島であると主張しており、中国の海洋調査船の活動に抗議を行っている。
日本国政府は2008年11月に、日本周辺の大陸棚延伸部分の7海域の計74万平方キロメートル分の水域を、新たな日本の大陸棚と勧告するよう国際連合大陸棚限界委員会に申請した。2012年4月27日に大陸棚限界委員会は、日本から申請のあった海域のうち、沖ノ鳥島北方の四国海盆海域の17万平方キロメートルを含んだ、日本の国土面積の82%にあたる計31万平方キロメートルの海域を、日本の大陸棚に認定することを日本に勧告した。2014年10月1日に、勧告された海域のうち、沖ノ鳥島北方の四国海盆海域と沖大東海嶺南方海域についての大陸棚を延長するための政令が施行され、海底資源についてはEEZと同様の効力が発生し、日本が独占的に経済的利用が出来るようになった。
ただし沖ノ鳥島南方の九州・パラオ海嶺南部海域の25万平方キロメートルの大陸棚の帰属については、勧告には含まれなかった。相対国（ミクロネシア連邦、パラオ共和国など）の大陸棚と重複する可能性があるからである。相対国がある以上は、それらの国家との合意に基づき、境界を確定するのが国連海洋法条約の決まりであるため、勧告に含まれなかったのである。
これは、国連海洋法条約に照らせば当たり前の話であり、外務省は、勧告された沖ノ鳥島北方の四国海盆海域のEEZの基点が沖ノ鳥島であることから、これによって沖ノ鳥島が事実上「島」と認定されたと主張している。一方中国と韓国は、日本国政府が「委員会の勧告を曲解している」として、沖ノ鳥島が島として認定されたことはないとしている。

## 法執行
排他的経済水域は沿岸国の経済的、科学的、環境的な管轄権を認めたものに過ぎず、外国漁船のEEZへの進入を持ってただちに違法となることはないが、経済的管轄権については、日本の排他的経済水域内での外国人の漁業を規制する排他的経済水域における漁業等に関する主権的権利の行使等に関する法律（漁業主権法、EEZ漁業法）が定められている。
上記法により、EEZでの外国船の無許可操業や禁止海域操業は3000万円以下の罰金が課される。また、外国漁船が水産庁の漁業取締船に乗船した漁業監督官・漁業監督吏員や巡視船艇に乗船した海上保安官の漁船への立入検査を忌避して逃走した場合も上記法の違反となり300万円以下の罰金が科される。またボンド制度に基づく早期釈放のための担保金も罰金と同額に設定されており、サンゴの違法採取に対しては違法サンゴ1kgあたり600万円の加算担保金が設定されている。